# Minimalizam
Minimalizam ili Minimalna umjetnost (1960. – 1975.), umjetnički je pokret koji odbacuje u umjetnosti, komentiranje društva, osobni izraz umjetnika. Zasnovan je na stvaranju predmeta, slika i kipova čija je vrijednost isključivo estetskog karaktera. 
Minimalisti su svoje djelovanje ograničili na manipulaciju elemenata kao što su boja, tonovi, oblici, linije i tekstura. Prvi koji je koristio termin minimalizam bio je kritičar David Burlyuk u izložbenom katalogu umjetnika Johna Grahama na izložbi slika koja je održana u galeriji Dudensing Gallery (New York, 1929.) godine). Kasnije, šezdesetih godina, to ime je dobio cijeli jedan pokret. Još neki nazivi za minimalizam su: ABC umjetnost i reduktivizam. Ovaj pokret rezultat je reakcije na pretencioznost apstraktnog ekspresionizma i vuče korijene iz pop umjetnosti, kubizma i konceptualne umjetnosti, a glavna inspiracija mu je ruska avangarda ili konkretnije, suprematizam Kasimira Maljeviča.
Pokret potječe iz SAD-a, a glavni pokretač je umjetnik Frank Stella. Njegova izložba 'Crne slike' (Black Paintings), održana 1959. godine u Muzeju moderne umjetnosti u New Yorku (MoMA), bila je inspiracija, mnogim umjetnicima, koji su počeli napuštati ekspresiju. Glavni povijesni događaj pokreta bila je izložba, održana 1966. godine u New Yorku, pod imenom Osnovne strukture (Primary Structures). 
Preciznost zajedno s geometrijom i ponavljajućim ukrasnim shemama, ravnim i jednolično obojenim površinama čistih i nemiješanih boja, glavne su odlike minimalizma. Osnova su geometrijske, racionalne sheme, a industijski materijali koriste se za eliminiranje 'ručnog rada' umjetnika. Vanjski izgled predmeta glavna je estetska odlika minimalizma.
Minimalizam želi da čovjek uživa u umjetničkom djelu bez distrakcija kompozicije, tema i ostalih elemenata iz tradicionalne umjetnosti. Materijali i način na koji je djelo predstavljeno su i sama njegova stvarnost ili tematika i također razlog samog postojanja. Minimalizam nema nikakvu drugu simboliku osim onoga što se može vidjeti u samom djelu. Boja se ne koristi za izražavanje osjećaja nego za ograničavanje prostora. Apstraktni odnosi između različitih elemenata trebaju potaknuti čovjeka na razmišljanje i ujedno su i središte tematike. Odbacuje se ideja iz tradicionalne umjetnosti, da umjetnost treba biti osobni izraz umjetnika. Iako postoji dosta toga emotivnog i podsvjesnog u minimalizmu, umjetnik minimalist odbacuje osjećaje kao princip stvaralaštva umjetničkog djela i smatra da je reakcija čovjeka na djelo jako važna.
Minimalizam ispituje prirodu umjetnosti i njeno mjesto u društvu. Iako su neki kritičari smatrali da je minimalizam umjetnost koja će slabo utjecati na dalji razvoj suvremene umjetnosti, ne mogu se zanijekati posljedice i utjecaji koje je ostavila na teoriju i praksu postmoderne.

## Umjetnici minimalisti
- Carl Andre
- Donald Judd
- Kelly Ellsworth
- Robert Morris
- Ad Reinhardt
- Robert Smithson
- Frank Stella
- Sol Lewitt
- Walter De Maria
- Yves Klein
- Dan Flavin

## Vanjske poveznice
- Hrvatska enciklopedija, minimalna umjetnost